# Ázsiai pálmasarlósfecske
Az ázsiai pálmasarlósfecske (Cypsiurus balasiensis) a madarak (Aves) osztályának sarlósfecske-alakúak (Apodiformes) rendjébe, ezen belül a  sarlósfecskefélék (Apodidae) családjába tartozó faj.

## Rendszerezése
A fajt John Edward Gray angol ornitológus írta le 1829-ben, a Cypselus nembe Cypselus Balasiensis néven.

## Alfajai
- Cypsiurus balasiensis balasiensis (J. E. Gray, 1829)
- Cypsiurus balasiensis bartelsorum Brooke, 1972
- Cypsiurus balasiensis infumatus (P. L. Sclater, 1866)
- Cypsiurus balasiensis pallidior (McGregor, 1905)[2]

## Előfordulása
Dél- és Délkelet-Ázsiában, Banglades, Bhután, Brunei, Kambodzsa, Kína, India, Indonézia, Laosz, Malajzia, Mianmar, Nepál, a Fülöp-szigetek, Szingapúr, Srí Lanka, Thaiföld és Vietnám területén honos. 
Természetes élőhelyei szubtrópusi és trópusi síkvidéki esőerdők, mangroveerdők és száraz cserjések, valamint városias régiók. Állandó, nem vonuló faj.

## Megjelenése
Testhossza 11–13 centiméter, testtömege 8,3–10 gramm.

## Életmódja
Rovarokkal táplálkozik.

## Természetvédelmi helyzete
Az elterjedési területe rendkívül nagy, egyedszáma pedig stabil. A Természetvédelmi Világszövetség Vörös listáján nem fenyegetett fajként szerepel.